# Achim Wendel
Achim Wendel (* 22. Juli 1976 in Homburg) ist ein deutscher Regisseur und Drehbuchautor.

## Leben
Nach einer Ausbildung zum Einzelhandelskaufmann wechselte Wendel 2001 an die Hochschule der Medien in Stuttgart, um dort sein Studium als Diplom-Ingenieur für Audiovisuelle Medien zu beginnen. Während seiner Studienzeit wirkte er an vielen Filmproduktionen mit, darunter auch als Assistenz bei Produktionen des Südwestrundfunk, wie z. B. Tatort. Außerdem absolvierte er ein Praktikum bei der Staatsoper Stuttgart. Während seines Studiums entstanden unter seiner Regie mehrere erfolgreiche Kurzfilme.
Seinen ersten großen Erfolg hatte Wendel 2005 mit dem Kurzfilm Pizza Amore. Neben dem Prädikat „Wertvoll“ der Filmbewertungsstelle Wiesbaden, konnte Pizza Amore insgesamt 12 Filmpreise gewinnen. Für seinen im gleichen Jahr gedrehten Film Das Innere Auge, erhielt er ebenfalls das Prädikat „Wertvoll“. Beide Filme waren zudem bereits im deutschen Fernsehen zu sehen.
Sein Projekt London liegt am Nordpol handelt von der Integration eines geistig behinderten Jugendlichen in eine normale Jugendclique. Die Dreharbeiten fanden 2008 in Wittlich statt, die Premiere am 9. Januar 2010 in Trier. Das besondere an dem Kurzfilm ist, dass der Hauptdarsteller tatsächlich geistig behindert ist (Zitat des Hauptdarstellers: „ich hab die Hauptrolle bei dem Film“). Gefördert wurde der Kurzfilm unter anderem von der Filmförderungsanstalt Berlin und der Nikolaus-Koch-Stiftung. Die deutsche Filmbewertungsstelle führt in als deutschen Kurzfilm des Monats März 2010, mit dem Prädikat „besonders wertvoll“.

## Filmografie

### Regisseur
- 1998: Das Opfer (Kurzfilm)
- 2001: Gekauftes Glück (Spielfilm)
- 2003: Sprechanlage (Kurzfilm)
- 2005: Kehrwoche (Kurzfilm)
- 2005: Das innere Auge (Kurzfilm)
- 2005: Pizza Amore (Kurzfilm)
- 2010: London liegt am Nordpol (Kurzfilm)
- 2011: Der Fall Max Mustermann (Kurzfilm)
- 2011: Der Männerclub (Webisode)